# پاتریک کلارک
پاتریک کلارک (انگلیسی: Patrick Clarke؛ زادهٔ ۲۶ اکتبر ۱۹۶۵) بازیگر، نویسنده، تهیه‌کننده فیلم اهل جمهوری ایرلند است.
از فیلم‌ها یا مجموعه‌های تلویزیونی که وی در آن‌ها نقش داشته‌است، می‌توان به سکس و سیتی، غیرقابل قبول و تغییر چهره اشاره نمود.